# Горна Лешница
Горна Лешница (изписване до 1945 Горна Лѣшница, на македонска литературна норма: Горна Лешница; на албански: Leshnica e Epërme) е село в Северна Македония, в община Желино.

## География
Селото е разположено в областта Долни Полог, в западните поли на планината Сува гора.

## История
В края на XIX век Горна Лешница е албанско село в Тетовска каза на Османската империя. Според статистиката на Васил Кънчов („Македония. Етнография и статистика“) от 1900 година Горна Лешница е село, населявано от 190 жители арнаути мохамедани. Според патриаршеския митрополит Фирмилиан в 1902 година в Горна Лешница има 18 сръбски патриаршистки къщи.
При избухването на Балканската война в 1912 година трима души от Горна и Долна Лешница са доброволци в Македоно-одринското опълчение.
Според Афанасий Селишчев в 1929 година Горна Лешница е село в Желинска община (с център в Саракино) в Долноположкия срез и има 36 къщи с 226 жители албанци.
Според преброяването от 2002 година селото има 189 жители.
| Националност | Всичко |
| македонци    | 1      |
| албанци      | 188    |
| турци        | 0      |
| роми         | 0      |
| власи        | 0      |
| сърби        | 0      |
| бошняци      | 0      |
| други        | 0      |